# Палички для їжі

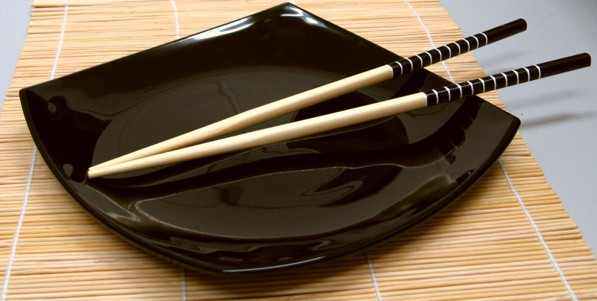
Дерев'яні палички для їжі (японські)

Палички для їжі — пара невеликих паличок, традиційний столовий прибор в Східній Азії. До чотирьох країн, де переважно використовують палички, належать Китай, Японія, Корея та В'єтнам. У Таїланді, з введенням в обіг у XIX столітті королем Рамою V європейських столових приборів, паличками їдять лише локшину або супи. Палички, зазвичай, виготовляють з дерева, металу, кістки, слонової кістки, а останнім часом також з пластика. Вважалося, що в імператорському палаці Китаю для виявлення отрут в їжі використовувались срібні палички.

## Історія та культурні аспекти

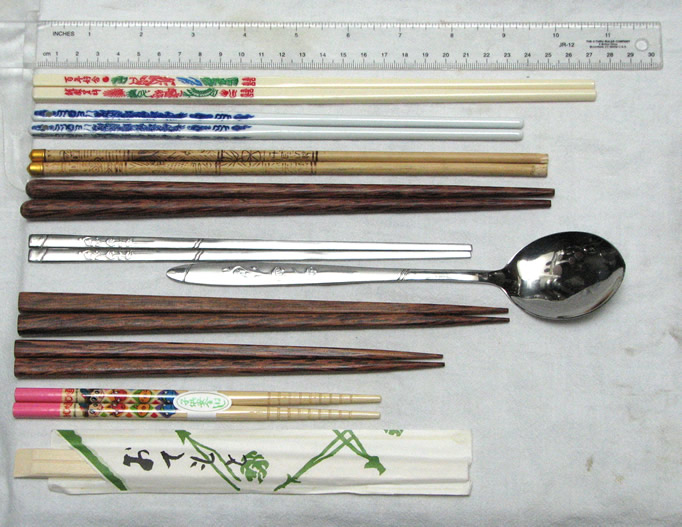
Різновиди паличок для їжі (зверху вниз):

- 30,5-сантиметра (12 дюйм) лінійка (для масштабу)
- Тайванські пластикові[en] (схожі на китайські)
- Китайські порцелянові (зазвичай довгі, з квадратним перерізом та тупими кінцями)
- Тибетські бамбукові
- В'єтнамські пальмові[en] (схожі на китайські, але товстіші)
- Корейське столове приладдя[en]: палички та ложка (зазвичай плоскі та виготовлені з металу (часто з нержавіючої сталі, латуні чи срібла)
- Японські пальмові, дві пари: звичайні та для жінок (зазвичай короткі, з круглим перерізом та загостреними кінчиками)
- Японські дитячі палички
- Японські одноразові зчеплені бамбукові палички для їжі «варібасі» в паперовій обгортці

### Китай
Археологічні дослідження в Китаї дозволяють зробити висновок, що палички для їжі, які в Китаї називають куайцзи (кит.: 筷子, kuàizi) з'явилися в епоху Шан (близько 3 тисяч років тому). За легендою, їх придумав легендарний пращур Юй, коли хотів дістати гаряче м'ясо з казана.
Паличками користуються 30 % людей — стільки ж, скільки користуються виделкою. Інші їдять руками.
Куайцзи — квадратні біля основи, щоб не котилися по столу. Довжина їх — приблизно 25 см, а кухонні, зазвичай бамбукові, рази у півтора довше.
Роблять їх з дерева, металу, пластмаси, кістки. У Китаї поширені вейшен куайцзи (кит.: 卫生 筷子, wèishēng kuàizi) — одноразові дерев'яні, що не дуже якісно оброблені, тому перед вживанням їх потрібно потерти одну об одну, щоб уникнути скалок.
У VI — VII століттях іноді використовувалися срібні палички, що дозволяли перевірити їжу на наявність отрути; в ті часи однією з поширених отрут був миш'як, при зіткненні з яким срібні палички темніли.

### Японія
До Японії палички хасі (яп. 箸) потрапили з Китаю в період Яйої. Спочатку це були суцільні палички з бамбука: тонкий бамбуковий стовбур розщеплювався надвоє, і половина його складалася поперек, так що виходили своєрідні бамбукові «щипці», скріплені у верхній частині. Палички сучасного виду (роздільні) з'явилися в Японії в період Асука. У цей час паличками користувалася лише вища аристократія, простий народ їв руками. У період Нара звичай користування паличками поширився на всі верстви.
Існує безліч варіацій форм і розмірів багаторазових паличок нурібасі (яп. 塗り 箸), які часом є справжнім твором мистецтва: їх фарбують, покривають лаком, інкрустують перламутром та прикрашають різними візерунками. Сучасні хасі бувають кістяними, дерев'яними (з бамбука, сосни, кипариса, сливи, клена, чорного або фіолетового сандалового дерева), круглого або квадратного перетину з конічним або пірамідальним вістрям.
Вважається, що палички тренують дрібну моторику, розвиваючи розумові здібності, тому в Японії вчать використовувати хасі з малих років. Виховання у дітей бажання опановувати палички для їжі японські вчені вважають важливим та актуальним для своєї країни завданням. Підтвердженням дієвості «вправ» з паличками є заява дослідників про те, що діти, які почали їсти за допомогою хасі одразу після того, як їм виповнився рік, випереджають у розвитку своїх однолітків, які не зуміли розлучитися з ложками.
Палички для японця — не лише щоденна особиста річ (їх не прийнято давати для користування іншим), а й священний символ (японці шанобливо називають їх о-хасі, яп. お 箸). за переказами вони приносять власникові удачу та довге життя, тож хасі вважаються хорошим святковим подарунком. Наприклад, хасі підносять молодятам, що є своєрідним побажанням бути такими ж нерозлучними, як пара паличок. Їх дарують немовляті на 100-й день від його народження, коли під час церемонії «Перші палички» дорослі вперше дають йому спробувати рис за допомогою паличок. Виготовляють і подарункові набори паличок для всієї родини.
Крім того, існують хасі для Нового року, чайної церемонії, для солодощів. Існує тип паличок, винайдений знаменитим японським чайним майстром Сен-но Рікю. Розповідають, що одного разу вранці він вирушив у ліс, щоб зібрати шматочки дерева та зачистив їх для того, щоб насолодитися запахом свіжої деревини.

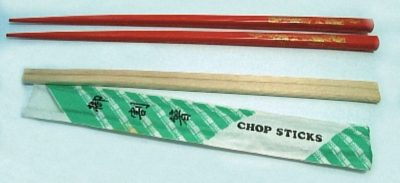
Дерев'яні та пластикові палички для їжі

Для паличок в Японії існують спеціальні підставки: хасіокі (箸置き). Ця назва утворена приєднанням віддієслівного іменника «окі» (置き) від дієслова «оку» (置く) — класти. На хасіокі палички потрібно класти тонкими кінцями, так, щоб вони дивилися вліво. Якщо на столі немає хасіокі — хасі можна покласти поряд на край тарілки або на стіл.
Одноразові палички подають в спеціальному паперовому чохлі, який нерідко виявляється справжньою окрасою та предметом колекціювання. Він може бути розфарбований химерними малюнками, а може містити логотип ресторану.
За допомогою паличок можна не лише тримати їжу та класти її до рота, але і виконувати чимало інших складніших операцій: змішувати соус, розділяти шматки, подрібнювати та навіть різати.

### Корея
У Кореї палички для їжі називаються «чоккарак» (кор. 箸 가락, 저 가락, 젓가락), корейські палички тонкі, металеві. Це унікальний у своєму роді звичай — у жодній з країн, де користуються паличками для їжі, їх не виготовляють з металу (хоча існують палички з металу для приготування їжі), ба більше, наприклад, в Японії однією з переваг паличок перед європейськими столовими приборами вважається те, що не «доводиться дряпати зуби залозками». Раніше корейські чоккарак робилися з латуні, зараз, переважно — з нержавіючої сталі.

## Сучасні тенденції
Останнім часом у більшості ресторанів подають палички одноразового використання варібасі (яп. 割 箸), зроблені з пластмаси або дерева. Зазвичай вони випускаються недорозщепленими (верхні кінці паличок не розпиляні, як свідчення того, що ними не користувалися).

## Техніка використання
Принцип утримання паличок для їжі:

1. Безіменний палець та мізинець необхідно притиснути один до одного, вказівний та середній — злегка витягти вперед.
2. Нижня паличка кладеться в улоговинку між кистю руки і великим пальцем, при цьому її нижній, тонкий кінець спирається на третю (нігтеву) фалангу безіменного пальця, а товстий кінець приблизно на ¼ виступає за межі долоні.
3. Потім верхня паличка кладеться на третю (нігтеву) фалангу середнього пальця, першу фалангу вказівного, і притримується кінчиком великого; паличку потрібно тримати приблизно як олівець.

Нижня паличка при їжі залишається нерухомою, всі маніпуляції виконуються за допомогою верхньої: коли розпрямляються середній та вказівний пальці, палички розсуваються. Відповідно, згинаючи середній та вказівний пальці, зводять палички разом, захоплюючи шматки їжі. Головна умова, що гарантує успішне користування паличками — не напружувати руку. Кисть руки повинна бути розслаблена, а рухи — легкими, спокійними. Для розвитку навичок поводження з паличками рекомендується потренуватися на дрібних предметах — горошинах, зернах кукурудзи.

## Етикет
Палички — частина культури та історії, користування ними оточене масою умовностей та церемоній. Існує безліч правил та хороших манер, пов'язаних з паличками, причому етикет в різних країнах має свої характерні особливості. Загальна частина правил в цілому виглядає так:
- Палички використовуються лише для того, щоб взяти їжу й покласти її до рота або на свою тарілку. Будь-які інші маніпуляції за допомогою паличок можуть вважатися не відповідними етикету. Зокрема, не слід:
  - стукати паличками по столу, тарілці або іншим предметам, щоб покликати офіціанта;
  - «малювати» паличками на столі;
  - «бродити» паличками навколо їжі;
  - длубатися паличками в мисці у пошуках найкращого шматка — потрібно брати їжу зверху.
- Слід заздалегідь вибирати шматок. Доторкнувшись паличками до шматка, потрібно взяти його і з'їсти.
- Не можна наколювати їжу на палички.
- Не можна трясти палички, щоб остудити шматок.
- Негарно облизувати палички, і, взагалі, тримати палички в роті просто так.
- Не можна вказувати паличками, не слід розмахувати ними в повітрі.
- Не слід пересувати посуд за допомогою паличок. Посуд береться лише руками.
- Перш ніж попросити ще рису, палички потрібно покласти на стіл.
- Не можна встромляти палички в їжу. Це вважається поганим тоном, оскільки нагадує палички з пахощами, які ставлять померлим родичам.

### Китайський етикет

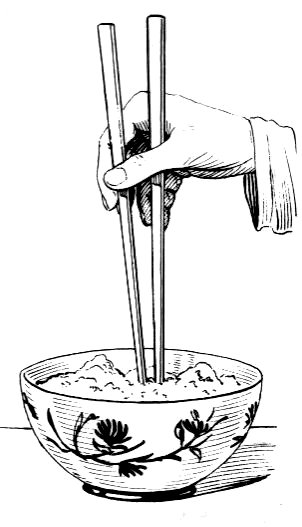

Китайці часто використовують для їжі європейські прибори, зокрема, виделки та ложки. Паличками їдять традиційні страви, найзручніші саме для використання паличок.
- Коли береться їжа паличками, долоні завжди повинні бути спрямовані вниз. Перевертання руки зап'ястям та долонею вгору вважається некультурним.
- Китайці традиційно їдять рис з миски. Миску з рисом підносять до рота, і потім рис їдять паличками. Якщо рис сервірований на тарілці, як це прийнято в західній культурі, допускається і навіть вважається більш практичним використовувати виделку або ложку.
- На відміну від японської традиції, цілком допускається передавати паличками їжу близьким людям (дітям, батькам, родичам), якщо їм складно або незручно взяти їжу самим. По відношенню до старших вважається знаком поваги передати їм їжу першим, ще до початку трапези (що відповідає конфуціанської традиції поваги старших).
- Закінчивши їжу, палички слід покласти поперек миски, кінцями вліво — це знак того, що трапеза завершена та добавки не потрібно.

### Японський етикет

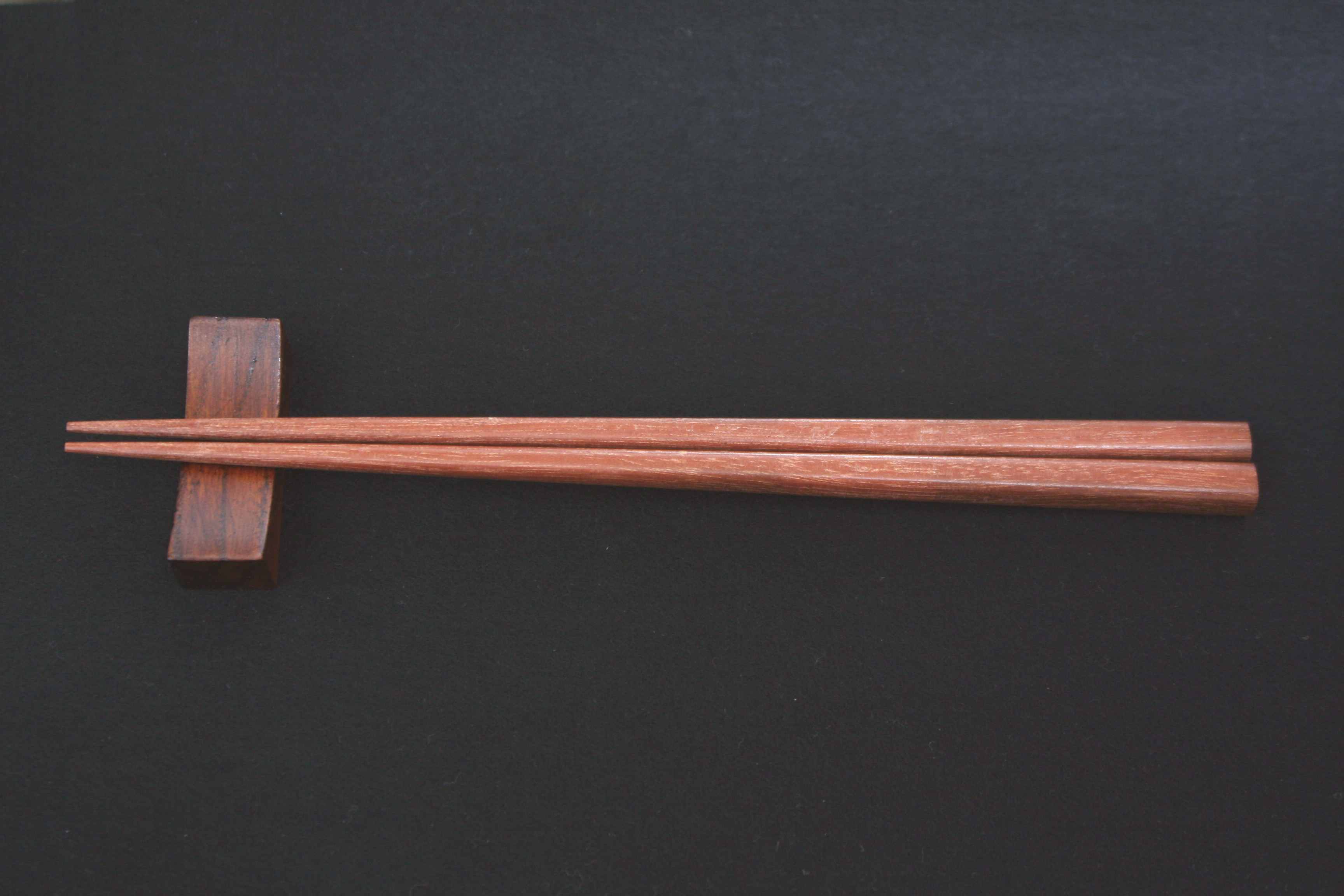
Палички на підставці

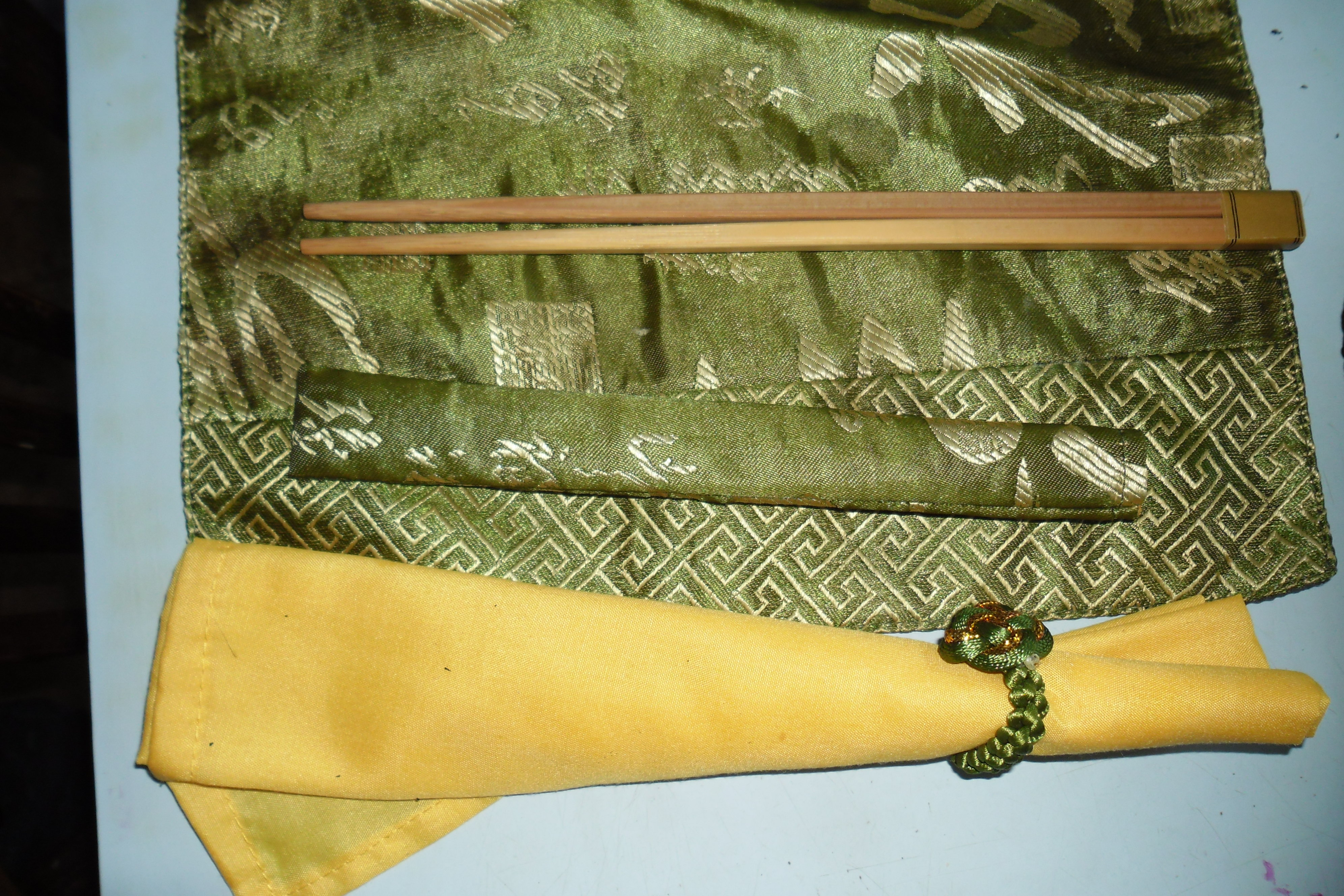
Палички на серсетці

- Не можна затискати палички в кулаці: японці сприймають цей жест як загрозливий.
- Не слід передавати паличками їжу іншій людині в тарілку або в приймаючі чужі палички. Цей жест використовується для перекладання близькими родичами кісток померлого після кремації в урну, і табуйовані у всіх інших випадках.
- Не слід класти палички поперек чашки. Закінчивши їсти, потрібно покласти палички на підставку, на стіл, або на край тарілки паралельно краю столу.[джерело не вказане 4732 дні]

## Вплив на навколишнє середовище
Тільки в Китаї щорічно використовується і викидається близько 45 мільярдів пар одноразових дерев'яних паличок, що становить приблизно 1,7 мільйона кубометрів дерева або 25 мільйонів знищених дерев на рік. З метою захисту навколишнього середовища з квітня 2006 року в Китаї був запроваджений 5 % податок з продажів на одноразові палички, а в Пекіні (Китай) від них відмовилися багато готелів.

## Цікаві факти
- Багато азійських виробників мікросхем та рідкокристалічних моніторів при прийомі персоналу на фабрику проводять тест на координацію рухів: необхідно швидко зібрати дрібний бісер паличками для їжі.